# Везуча Тринадцята (Доктор Хаус)
«Везуча Тринадцята» (англ. Lucky Thirteen)  — п'ята серія п'ятого сезону американського телесеріалу «Доктор Хаус». Прем'єра епізоду проходила на каналі FOX 21 жовтня 2008. Доктор Хаус і його нова команда мають врятувати дівчину Тринадцятої.

## Сюжет
Після сексуальних стосунків з Тринадцятою, у Спенсер, нової подружки Тринадцятої, починається судоми. В лікарні Тринадцята вдає, що не знає цю дівчину. Лікарі з'ясовують що у пацієнтки хронічна втома, а два роки тому їй видалили тромб сітківки. Справу передають Хаусу і він починає знущатися з Тринадцятої, так як знає, що Спенсер її дівчина. Тринадцята розповіла, що дівчина вживала алкоголь і екстезі. Команда вважає, що у пацієнтки тромбоз, але Тринадцята думає, що всі її симптоми спричинив нездоровий спосіб життя. Все-таки Хаус наказує їй взяти кістковий мозок на аналіз. Результати негативні.
Тринадцята розуміє, що дівчина використала її, щоб потрапити до Хауса. Вона вважає, що її потрібно виписувати, але у пацієнтки починає відмовляти серце. Тепер Хаус погоджується з Тринадцятою щодо версії з наркотиками. Він і Форман обшукують квартиру Тринадцятої, а тій, щоб вона не була з ними, наказує зробити УЗД, щоб відкинути версію з атеросклерозом. УЗД негативне, а в квартирі Хаус знаходить отруйного павука і інгалятор. Хаус наказує Тринадцятій провести огляд пацієнтки на наявність укусу. Під час огляду Тринадцята нічого не знаходить, але розуміє, що у пацієнтки оніміння стегон. Після аналізу виявляється, що у неї низький рівень калію.
Тринадцята вважає, що у Спенсер ацидоз. Хаус наказує зробити КТ нирок. Після операції у дівчини виникає зупинка дихання. Форман віддає Тринадцятій результати тесту, який знайшов у її квартирі. Її хвороба прогресує і у неї залишилось не багато часу. Команда вважає, що у пацієнтки колапс дихальних шляхів. Хаус наказує провести тредміл-тест із метахоліном. Тим часом Кадді знаходить Тринадцяту, яка була у стані наркотичного сп'яніння. Кадді хоче змусити її зробити тест на наркотики та усунути від роботи, але Хаус захищає її. Проте він особисто звільняє Тринадцяту і пояснює порятунок від Кадді, як уникнення тесту. Тринадцята намагається знайти "квиток назад" і по рентгену легенів розуміє, що у Спенсер кісти в легенях. Тредміл-тест мало не знищує легені пацієнтки, але Тринадцята вчасно рятує її.
Хаус не повертає Тринадцяту в команду. Він наказує Таубу, Форману і Катнеру зробити біопсію кісти. Біопсія показує легеневий леоміоматоз, а з ним люди живуть максимум 10 років. Після операції по видаленню кіст, Тринадцята помічає, що у пацієнтки апластична анемія. Команда робить аналізи на різні хвороби крові. Хаус говорить Тринадцятій, щоб та отримала дозвіл від дівчини на пересадку кісткового мозку. Хаус дізнається від Тринадцятої, що Спенсер не плакала коли дізналася про свою невиліковну хворобу. Він йде до пацієнтки і ріже при ній цибулину. Дівчина не плаче і Хаус розуміє, що у неї синдром Шигрена. Він бере назад Тринадцяту і команда починає лікування.

## Цікавинки
- За наказом Хауса, Лукас починає стежити за Вілсоном, тому що той вважає, що "ціль" щось приховує. з'ясовується, що Кадді попросила Віслона стати її поручником, щоб отримати дозвіл на взяття прийомної дитини.